# Mohamed Madihi
Mohamed Madihi (arab. محمد مديحي, ur. 15 lutego 1979) – marokański piłkarz, grający jako ofensywny pomocnik, a następnie trener. Asystent trenera w Wydadzie Casablanca. Jako piłkarz reprezentant kraju.

## Kariera klubowa

### Początki
Zaczynał karierę w Raja Beni Mellal. 1 lipca 2001 roku został zawodnikiem Wydad Casablanca.

### Al-Qadsiah FC
27 września 2006 roku został graczem saudyjskiego Al-Qadiash FC. W tym zespole zadebiutował 8 października 2006 roku w spotkaniu przeciwko Al-Ittihad Club (porażka 2:1). W sumie rozegrał 5 spotkań w Saudi Professional League.

### 2007–2009
25 października 2007 roku powrócił do Wydadu Casablanca. 1 stycznia 2008 roku podpisał kontrakt z Moghrebem Tétouan.

### FAR Rabat
1 stycznia 2009 roku został zawodnikiem FAR Rabat. W sezonie 2010/2011 rozegrał tam 5 spotkań, strzelił dwie bramki i miał dwie asysty.

### Dalsza kariera
1 września 2011 roku przeszedł do Ittihadu Tanger. 1 lipca 2013 roku zakończył piłkarską karierę.

## Kariera reprezentacyjna

### Reprezentacja U-23
Jedyne spotkanie w reprezentacji U-23 zagrał 3 marca 2002 roku, a rywalem Maroka była reprezentacja Wenezueli (wygrana 2:0). Madihi trafił do siatki w 42. minucie.

### Reprezentacja seniorska
W seniorskiej kadrze zadebiutował 27 marca 2002 roku w meczu przeciwko Kostaryce (zwycięstwo 0:1). Zagrał całe spotkanie. Pierwszego gola strzelił 23 maja 2006 roku w meczu przeciwko reprezentacji USA (0:1). Gola na wagę zwycięstwa strzelił w 90. minucie. W reprezentacji łącznie zagrał 9 meczów i strzelił jedną bramkę.

## Kariera trenerska

### Raja Beni Mellal
Jego pierwszą pracą był asystent trenera w Raja Beni Mellal, gdzie dostał pracę 10 grudnia 2019 roku. 10 stycznia 2020 roku sam został trenerem. W tej roli zadebiutował dzień później w meczu przeciwko Youssoufia Berrechid (0:0). W sumie poprowadził ten zespół w 20 spotkaniach. Zakończył tam pracę 3 marca 2021 roku.

### Dalsza kariera
19 kwietnia 2021 roku został zatrudniony jako dyrektor sportowy w TAS Casablanca, zakończył tam pracować 13 października tego samego roku. 18 listopada 2021 roku został trenerem JS de Kasba Tadla. Zakończył tam pracę 30 czerwca 2022 roku, ale powrócił na to stanowisko już 20 października tego samego roku. Odszedł z tego stanowiska 30 czerwca 2023 roku. 4 lipca 2023 roku został asystentem trenera w Wydad Casablanca.